# Anodontites tenebricosus
Anodontites tenebricosus е вид мида от семейство Mycetopodidae. Видът е незастрашен от изчезване.

## Разпространение
Разпространен е в Аржентина, Бразилия (Парана, Рио Гранди до Сул, Санта Катарина и Сао Пауло), Перу и Уругвай.